# Ayton Castle
Ayton Castle är en lämning efter en medeltida borg i nordöstra England. Den ligger i grevskapet North Yorkshire, sex km sydväst om Scarborough.
Ruinen är rektangulär och mäter 21 gånger 13,5 meter. Anläggningen är av typen "peel tower" och uppfördes i slutet av 1300-talet. Det har varit övergivet sedan slutet av 1600-talet.